# Mecopisthes nasutus
Mecopisthes nasutus là một loài nhện trong họ Linyphiidae.
Loài này thuộc chi Mecopisthes. Mecopisthes nasutus được Jörg Wunderlich miêu tả năm 1995.